# Вагнер, Герберт
Герберт Алоиз Вагнер (нем. Herbert Alois Wagner) — австрийский и немецкий учёный и изобретатель-пионер в области аэродинамики, авиационных конструкций и систем управления ракетным вооружением..

## Биография
Родился 22 мая 1900 года в городе Грац (Австрия). Умер 28 мая 1982 года в Корона дель Мар (Калифорния, США).
Во время Первой мировой войны — прапорщик в ВМС Австро-Венгрии. Чудом выжил после торпедной атаки и потопления корабля, на котором служил.
В 1923 году окончил Берлинский технический университет. В 1924 году защитил диссертацию «О возникновении динамической подъемной силы крыльев» (Über die Entstehung des dynamischen Auftriebes von Tragflügeln) , ставшей основой для дальнейших исследований флаттера.
В 1940—1945 годах работал в компании Henschel, Берлин-Шонефельд. Здесь Вагнер занимался исследованиями телеуправляемых летательных аппаратов. С 1940 года на должности руководителя специального отдела F (Abteilung F: Entwicklung ferngelenkter Flugkorper) и был непосредственно связан с созданием управляемой по двум осям авиационной бомбы (УАБ) Hs 293, переданной в серийное производство к зиме 1943/44 годов.
При разработке Hs 293 Вагнером были предложены концепции различных вариантов дистанционного управления: по проводам; радиокомандное, и теленаведение немецк. Fernsehbildubertragung.
Первые лётные испытания начались 25 августа 1943 года в Бискайском заливе по реальным морским целям 40-й группы обеспечения 40th Support Group, и спустя два дня прямым попаданием был потоплен британский шлюп HMS Egret. Последней усовершенствованной разработкой Вагнера в этом направлении стала УАБ Hs 298.
Работая в компании Henschel, участвовал в создании системы управления зенитной ракеты Henschel Hs 117, позднее получившей название Schmetterling
18 мая 1945 года в рамках операции «Пейперклип» вывезен в США вместе со своими двумя ассистентами и светокопиями чертежей. Работал в Испытательном центре вооружений ВМС США в местечке Point Mugu над созданием механизмов и систем управления ракетным оружием. При его участии была создана целая серия управляемых ракет, в частности: Lark, Regulus, Bullpup, Tow, Dart и др.
После 1957 года вернулся в ФРГ, где получил звание профессора технической механики и космической техники в Высшей технической школе Ахена. В этот период он оставался техническим консультантом нескольких оборонных компаний США.

## Основные работы
- Диссертация Über die Entstehung des dynamischen Auftriebes von Tragflügeln; VDI-Verlag, 1925 (Online bei HU-Berlin (недоступная ссылка))
- Совместно с Gotthold Kimm: Bauelemente des Flugzeuges; 1940
- Совместно с Asmus Hansen: Probleme des Höhenflugs: Bericht über den Bau von Höhenflugzeugen; In Schriften der Deutschen Akademie der Luftfahrtforschung (Deutsche Akademie der Luftfahrtforschung, Berlin) Bd. 29; 1940